# Жан Факкінетті
Жан Факкінетті (Jean Facchinetti, 26 січня 1904, Невшатель — 4 лютого 1965, там само) — швейцарський футболіст, що грав на позиції захисника. Відомий за виступами за «Кантональ Невшатель», а також національну збірну Швейцарії.

## Клубна кар'єра
На клубному рівні грав у складі команди «Кантональ Невшатель», починаючи щонайменше з 1925 року. Грав мінімум до сезону 1928/29. Клуб в той час був середняком Західної ліги чемпіонату Швейцарії.

## Виступи за збірну
В складі національної збірної Швейцарії зіграв один матч в 1928 році. Був учасником футбольного турніру на Олімпійських іграх 1928 року у Амстердамі, де його збірна в першому ж матчі 1/8 фіналу поступилась Німеччині (0:4). Залишився запасним у цьому матчі.